# Prunus spinulosa
Prunus spinulosa — вічнозелений вид, що походить з південно-східного Китаю та тепліших частин Японії. Його блискуче листя зовні нагадує листя падуба. Окремі дерева можуть досягати 20 метрів і зазвичай ростуть у місцях з високою вологістю повітря, таких як лісисті райони поблизу великих річок.